# Sauce Choron
Sauce Choron oder Choronsauce ist eine Variante der Sauce béarnaise (seltener auch der Holländischen Sauce), die mit Tomatenmark verrührt wird.
Zur Zubereitung wird eine Sauce béarnaise mit Tomatenmark ergänzt, wobei je nach Rezept Estragon und Kerbel entfallen können.
Benannt wurde sie nach dem französischen Koch Alexandre Étienne Choron (1837–1924).